# Vinicio Adames
José Vinicio Adames Piñero  (Barquisimeto, Lara, 1 de marzo de 1927-Islas Azores, Portugal, 3 de septiembre de 1976) fue un músico y director de coro y orquesta venezolano.

## Biografía
Ingresó a la Academia de Música Santa Cecilia, donde estudió piano y vocalización. En el Bachillerato (1948) fundó el Conjunto Coral Lisandro Alvarado. 
Luego de graduarse, viajó a Caracas para estudiar odontología en la Universidad Central de Venezuela, donde se convierte en solista del Orfeón Universitario. El primer concierto de este prestigioso Orfeón (segunda etapa) lo dirige Adames el 14 de agosto de 1958. A la par de sus estudios trabajaba con el Orfeón Miranda de Los Teques, con el que se presentó en 30 conciertos. También creó el coro de la Escuela Normal Eulalia Buroz de Los Teques.
En 1965, logró que el Orfeón Universitario participara en el Primer Festival Mundial de Coros Universitarios, llevado a cabo en el Lincoln Center de Nueva York. Dos años más tarde, el Gobierno estadounidense le dio una beca para hacer un curso de dirección con Robert Shaw en la Universidad de Oakland, Míchigan.
Dirigió la Orquesta de Cámara de la Universidad Central de Venezuela, la Orquesta de Cámara de la Universidad de Carabobo, la Orquesta Sinfónica de Panamá, la Orquesta de Cámara Metropolitana de Caracas, la Coral Shell, la Coral del Seguro Social, de la Escuela Industrial, del Instituto Antonio José de Sucre y el Grupo Coral Metropolitano que fundó en 1969.
La Coral del Banco Central de Venezuela, que posteriormente recibió el nombre de Orfeón Vinicio Adames, también estuvo a su cargo. Con esta agrupación grabó un disco de música popular y folklórica venezolana en 1973.
Muere el 3 de septiembre de 1976, junto con los miembros del Orfeón Universitario, cuando el avión en el que viajaban hacia Barcelona para realizar una actuación se estrelló en el Aeropuerto de Lajes de las Islas Azores en un accidente que fue conominado por la prensa entonces Tragedia de Las Azores o Tragedia del Orfeón Universitario. Luego de su muerte, se crearon y renombraron diversos coros en su honor. Un parque del Estado Miranda lleva su nombre.
Lo sobrevivieron su esposa Romelia Mujica de Adames, sus hijos: José Vinicio, Juan Manuel y Andreína Adames Mujica.